# Tanusia arrosa
Tanusia arrosa är en insektsart som först beskrevs av Brunner von Wattenwyl 1884.  Tanusia arrosa ingår i släktet Tanusia och familjen vårtbitare. Inga underarter finns listade i Catalogue of Life.